# Spoorlijn Türkismühle - Kusel
De spoorlijn Türkismühle - Kusel, ook Westrichbahn genoemd, was een Duitse spoorlijn in Saarland en Rijnland-Palts en was als spoorlijn 3201 onder beheer van DB Netze.

## Geschiedenis
Het traject werd door de Deutsche Reichsbahn geopend tussen 1934 en 1936. Tijdens de Tweede Wereldoorlog was de lijn van strategisch belang, echter nadat Saarland vanaf 1947 onder Frans bestuur kwam werd doorgaand treinverkeer bij Schwarzerden opgeheven. Mede hierdoor werd het personenvervoer tussen Schwarzerden en Kusel in 1951 en tussen Freisen en Schwarzerden al in 1955 opgeheven. In 1969 werd ook op het resterende gedeelte tussen Türkismühle en Freisen het personenvervoer gestaakt, tegelijk werd de lijn tussen Freisen en Kusel gesloten. Thans ligt alleen het gedeelte tussen Türkismühle en Wolfsweiler er nog, de rest van de lijn is opgebroken.

## Aansluitingen
In de volgende plaatsen is of was er een aansluiting op de volgende spoorlijnen:
Türkismühle
DB 3131, spoorlijn tussen Trier en Türkismühle
DB 3511, spoorlijn tussen Bingen en Saarbrücken
Freisen
DB 3205, spoorlijn tussen Freisen W4 en Freisen Gleis 5
Schwarzerden
DB 3204, spoorlijn tussen Ottweiler en Schwarzerden
Kusel
DB 3202, spoorlijn tussen Altenglan en Kusel

## Galerij

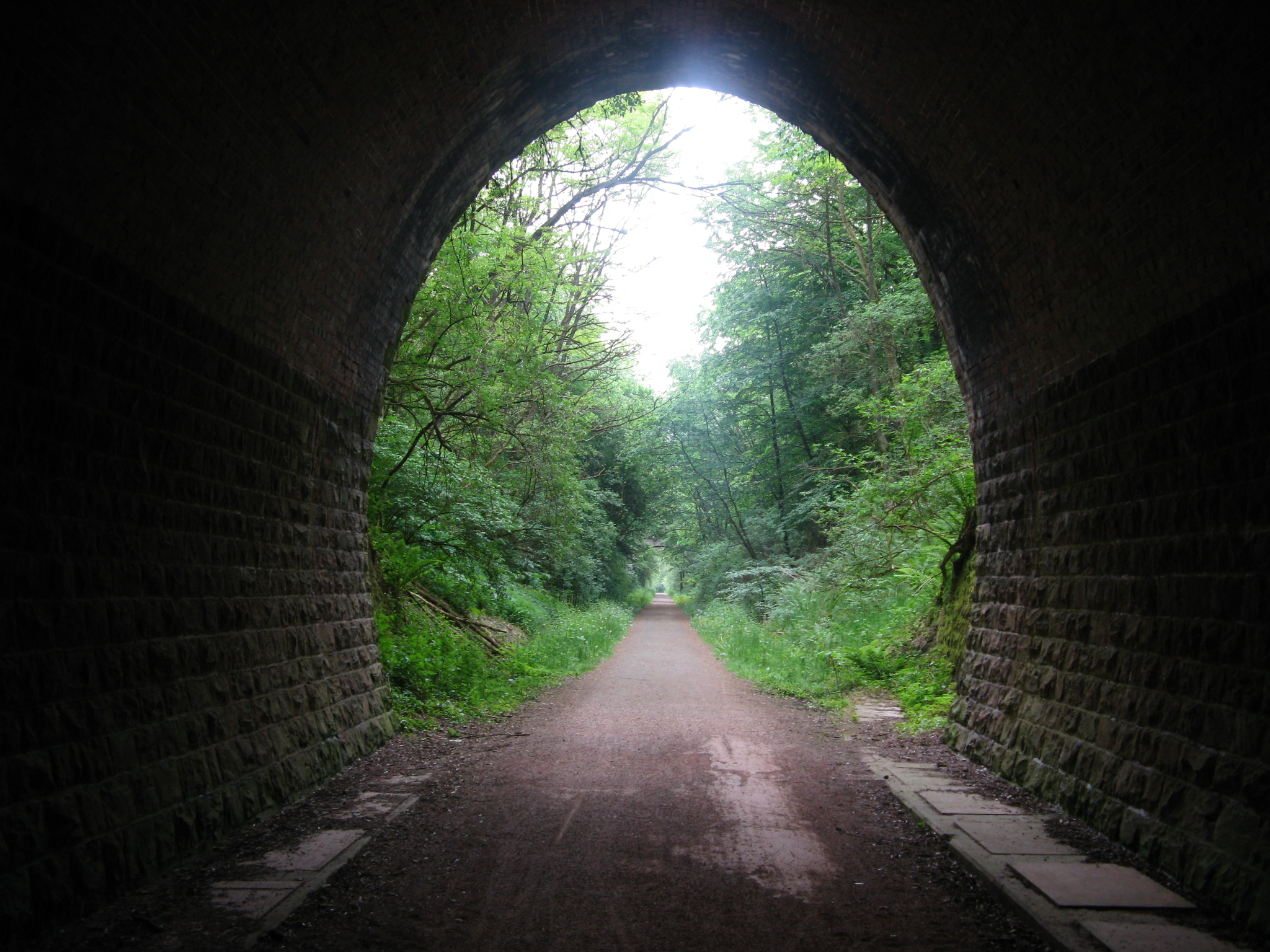
Tunnel van Oberkirchen
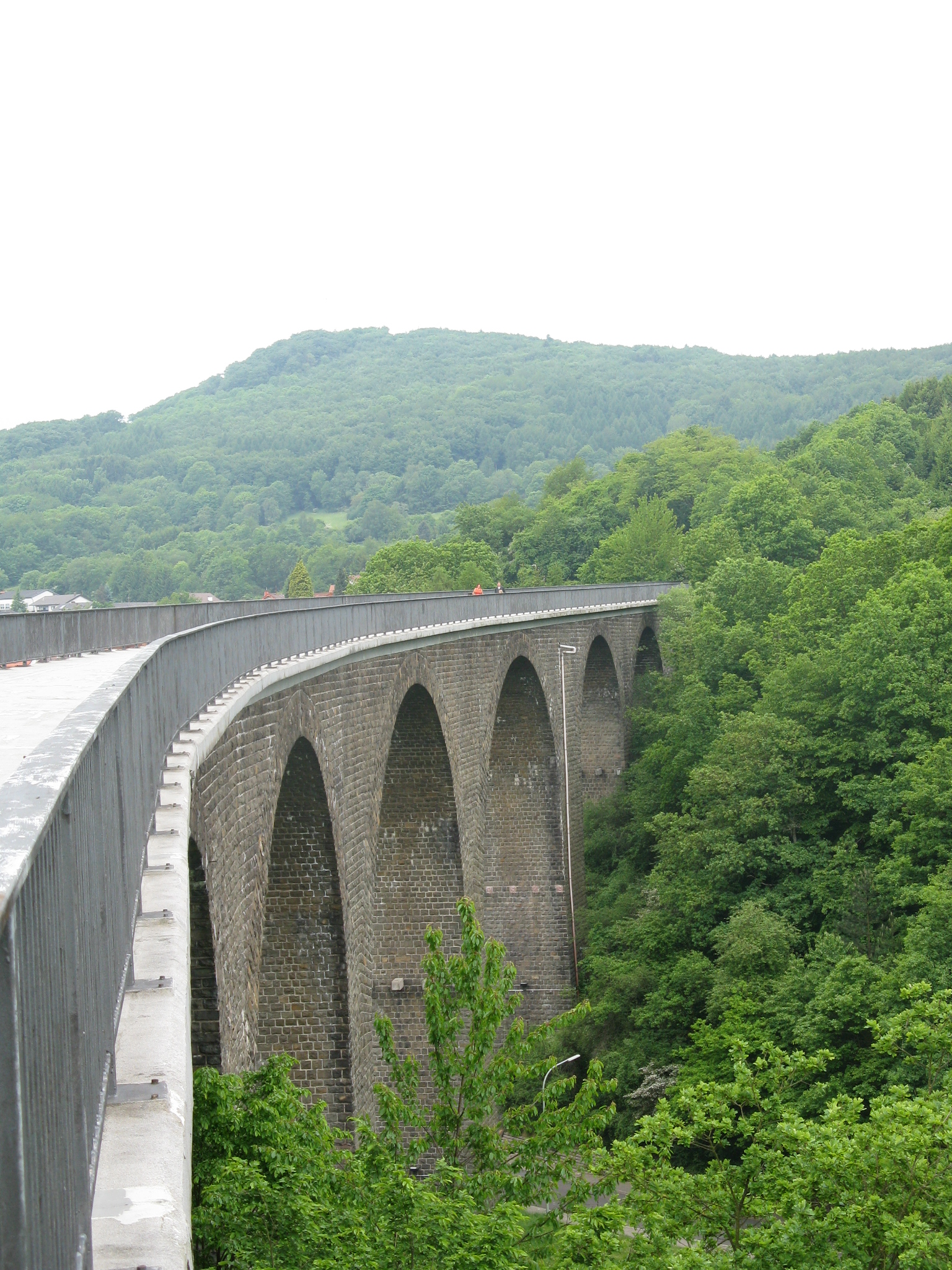
Viaduct Oberkirchen